# آنخل خاویر آریزمندی
آنخل خاویر آریزمندی (انگلیسی: Ángel Javier Arizmendi؛ زادهٔ ۳ مارس ۱۹۸۴) بازیکن فوتبال اهل اسپانیا است.
از باشگاه‌هایی که در آن بازی کرده‌است می‌توان به ختافه، باشگاه فوتبال اتلتیکو مادرید بی، باشگاه فوتبال رئال ساراگوسا، ریسینگ سانتاندر، والنسیا، رئال مایورکا، دپورتیوو لاکرونیا، اتلتیکو مادرید و دپورتیوو لاکرونیا اشاره کرد.
وی همچنین در تیم‌های ملی فوتبال Spain U20 Spain U21 تیم ملی فوتبال زیر ۲۳ سال اسپانیا و تیم ملی فوتبال اسپانیا بازی کرده‌است.